# Kateřina Šedá
Kateřina Šedá (* 12. prosince 1977 Brno) je česká umělkyně, jejíž práce má blízko k sociální architektuře. Je autorkou řady veřejných realizací v České republice i v zahraničí. Je v pořadí druhým českým umělcem, který měl sólovou výstavu v Tate Modern v Londýně (2011), držitelkou několika ocenění.

## Život
Vystudovala střední průmyslovou školu v Hodoníně a Střední školu uměleckých řemesel v Brně (1995–1999). V letech 1999–2005 absolvovala Akademii výtvarných umění v Praze v ateliéru Grafika II u profesora Vladimíra Kokolii. V roce 2005 získala Cenu Jindřicha Chalupeckého za projekt Je to jedno. Kateřina Šedá se zaměřuje na sociálně laděné happeningy a experimenty mající za cíl vyvést zúčastněné ze zažitých stereotypů nebo ze sociální izolace. Pomocí jejich vlastní (vyprovokované) aktivity a díky novému využití všedních prostředků se pokouší probudit trvalou změnu v jejich chování.
V roce 2011 poskytla Kateřině Šedé prostor pro samostatnou výstavu londýnská galerie Tate Modern. Za publikaci Brnox získala v roce 2017 cenu Magnesia Litera. V září stejného roku i cenu Architekt roku 2017 udělovanou za "inovativní přístup k architektuře v Česku a její popularizaci". Je také vítězkou otevřené soutěže na návrh projektu pro Česko-Slovenský výstavní pavilon, bude tedy autorkou projektu na 16. mezinárodním bienále architektury v Benátkách 2018.
Jejím bývalým manželem, se kterým má starší dceru Julii, je Vít Klusák. Žije v Brně-Líšni s druhým manželem Davidem a dvěma dcerami.

## Projekty
- 1999 – Spaní na hrobech, Líšeň
- 2000 – Bezdomovec (objevení nové kultury)
- 2001 – Výstava za okny, Líšeň (150 obyvatel)
- 2002 – 1. sjezd nedělních malířů, Líšeň
- 2002 – Ticho prosím, maluji !
- 2003 – Nic tam není, Ponětovice (300 obyvatel) 
Smysl projektu byl vtom, aby všichni obyvatelé Ponětovic, kteří o vlastní vesnici tvrdili, že se tam nic neděje, zažili něco mimořádného, slovy autorky „OSLAVA NORMÁLNOSTI“. Šedá všechny obyvatele přemluvila, aby dodrželi jednu sobotu stejný denní režim - ideální průnik jejich sobotních činností stanovený na základě dotazníku. Všichni současně vstávali, šli na nákup (kde koupili stejné věci), zametali chodník, obědvali rajskou omáčku s knedlíkem, sešli se na pivu. Večer všichni najednou zhasli.[5][6]

- 2004 – Výchova dítěte
- 2005 – Šedá komise / Převaděč, diplomová práce 
Autorka nechala posuzovat práce diplomantů AVU "Šedou komisí" vytvořenou se svých nejbližších příbuzných, kteří nemají výtvarné vzdělání, ani se tomuto oboru nikdy nevěnovali. Studenti museli svá díla před komisí obhájit podobně jako před oficiální komisí. Výsledkem komise byl vypracovaný posudek. Projekt měl mimo jiné za cíl překonat odstup obyčejných lidí od moderního umění.[7]

- 2005 – Je to jedno
Projekt se týkal autorčiny babičky s cílem vzbudit v ní chuť do života. Protože babička byla dlouholetá vedoucí skladu domácích potřeb, začala ve spolupráci s vnučkou kreslit sortiment skladu a přidávat k němu detailní popisy. Jednalo se o druh arteterapie.[8][9]

- 2006–2007 – Vnučka, Brno-Líšeň
- 2007 – Každej pes, jiná ves, Nová Líšeň 
Šedá zaslala podle adresáře získaného ze zvonků tisícovce rodin z brněnského sídliště Nová Líšeň košile s motivy vytvořenými podle barevných fasád paneláků, ve kterých bydlí. Jako adresáty a odesilatele uváděla jednotlivé obyvatele sídliště, čímž vytvořila dvojice navzájem neznámých lidí. Všichni adresáti poté dostali pozvání na vernisáž v Moravské galerii v Brně.[10]

- 2008 – Furt dokola 
Kateřina Šedá pozvala dvacet sousedů na Bienále do Berlína, kde jednotlivé dvojice sousedů čekaly už připravené kopie plotů. Ty potom za pomocí dovezených pomůcek překonali.[11]

- 2009 – Duch Uhystu (Der Geis von Uhyst), Uhyst, Německo 
V rámci německého grantového programu Über Tage vznikl projekt, který se snažil o zachycení ducha hornolužické vesnice Uhyst s 800 obyvateli. Místní měli za úkol, jednou čarou a postupně různými kreslícími prostředky, nakreslit svůj pohled na zvláštnosti obce na jednu čtvrtku papíru. Výsledkem byla kolektivní kresba, nakonec z rubu podepsaná všemi 316 autory. Po dokončení byl obraz namnožen podle počtu obyvatel a kopie vylepeny najednou po celé obci.[12]

- 2010 – Die Suppe ist gegessen (Nedá se svítit)
Čtyřdílný projekt zabývající se situací ve slezských Nošovicích po dostavbě automobilky Hyundai.[13]

- 2010 – Líšeňský profil
Projekt vznikající pod záštitou Contemporary Art Museum and Gallery v Sheffieldu se zabývá podobností krajiny a profilu lidského obličeje. Snahou 511 českých výtvarníků bylo zachytit odraz krajiny Líšně ve tvářích jejích obyvatel.[14][15][16]

- 2010 – Mirror Hill (Zrcadlový vrch)[17][18]
- 2011 – Bedřichovice nad Temží[19][20][21][22][23][24][25]
  - Od nevidím do nevidím, Tate Modern, Londýn 
Cílem akce byla konfrontace života malé středoevropské vesnice Bedřichovice u Brna a jedné z největších světových metropolí Londýna. Akce se konala v prostoru velikosti katastrálního území Bedřichovic promítnutého do prostoru Londýna 1:1 mezi budovu galerie Tate Modern a katedrálu Sv. Pavla. Akce se zúčastnilo 80 obyvatel Bedřichovic. Ve vymezeném prostoru měli dělat to, co dělají ve svém běžném dni - zametat, pracovat na zahradě, jezdit na kole, opalovat se, hrát si, zorganizovat hasičské cvičení, hrát nohejbal, umývat auto apod. Proběhla také návštěva kostela. Vedle běžných aktivit využila autorka také toho že mezi obyvateli Bedřichovic je učitelka angličtiny a kurátorka galerie. Obě pak připravily hodinu českého jazyka a prohlídku imaginárních Bedřichovic v prostoru Londýna. Zároveň se akce účastnilo 80 britských malířů, kteří malovali vesnici v londýnských reálech dle fotografií skutečných Bedřichovic. Pro Tate Modern se jednalo o největší performance roku.[26]

Od roku 2011 dosud Šedá s obyvateli obce Bedřichovice pořádá řadu akcí. Na den 3. září stanovila bedřichovický svátek:
- 2012 – Dejte mi svátek!
- 2013 – TŘETÍ ZÁŘÍ / soutěž v chytání lelků
- 2014 – Přílet pečených holubů
- 2015 – Bedřichovice nad Temží (otevření návsi)
- 2016 – Svátek po svátku I.
- 2017 – Svátek po svátku II.

- 2012–2014 – Batežo Ka Mikilu (Pátý přes devátý)[27][28][29][30][31]
- 2013 – Mami, dívej se na mě!
- 2013–2014 – Everything Is Perfect
- 2014 – Milada Šoukalová: Normální život
- 2015 – Tržnica Bojárt
- 2015–2016 BRNOX. Průvodce brněnským Bronxem
Šedá se tři roky zabývala brněnskou vyloučenou lokalitou zvanou Bronx. Po třech letech sběru materiálu v terénu připravila publikaci koncipovanou jako turistického průvodce, který vyloučenou lokalitu představuje v deseti trasách: BÍLÁ TRASA (náboženství), ŽLUTÁ TRASA (gurmánská), ORANŽOVÁ TRASA (služby), RŮŽOVÁ TRASA (dětská), FIALOVÁ TRASA (holocaust), ZELENÁ TRASA (fauna a flóra), MODRÁ TRASA (kultura a sport), ŠEDÁ TRASA (vesnice ve městě), ČERNÁ TRASA (večer a noc). Brnox získal cenu Magnesia Litera 2017 v kategorii publicistika.

- 2015–2018 – Made in Slavutych
Hlavním tématem projektu je překročení hranic a řešení problémů s tím spojených. Šedá přiměla obyvatele ukrajinského města Slavutyč, které vzniklo v rámci evakuace lidí postižených havárií jaderného reaktoru v Černobylu, aby vytvořili největší skupinovou žádost o vízum do České republiky, a tím se zapsali do Guinnessovy knihy rekordů. Vylosovaní žadatelé získali oficiální pozvání do České republiky, kde v počtu 44 lidí strávili týden. Vyvrcholením jejich cesty do České republiky byla svatba českého páru v ukrajinském stylu, která následně odjela společně se Slavutyčany a strávila na Ukrajině svatební cestu.

- 2016 – 51+[32]
- 2016 – Tram Buskers Tour, Helsinky[33]
- 2016 – Nezapomeňte vystoupit!, Jihlava, 20. Mezinárodní festival dokumentárních filmů Ji.hlava
- 2017 – Šalina Music Tour, Meeting Brno[34]
- 2017, 2018, 2019 – Bezuliční Busking, Maraton hudby Brno[35] – Šedá uspořádala akci pro buskery (pouliční hudebníky), přičemž netradičním kritériem bylo, že hudebníci při svém účinkování nesměli být v přímém kontaktu s ulicí. Řada unikátních hudebníků z Česka i zahraničí tak vystoupila na nečekaných místech v centru Brna – na balkonech, v autech, při přecházení silnice, v podzemí, na stromě.
- 2017–2019 – UNES-CO[36]

- 2017 – Vladimír Kokolia slovník Kateřiny Š.
Po celou dobu studia si vedla deník o svém učiteli Vladimíru Kokoliovi a jeho formě výuky. Její postřehy a zápisky jsou často motivovány snahou vymezit se proti „návodu“ svého pedagoga a uvěřit vlastnímu vnímání světa.

- 2017 – Půl na půl, NETRADIČNÍ MIKULÁŠSKÁ NABÍDKA / VLAK KULTURY / PRAHA–DRESDEN
- 2018 – EX:PO / Největší československé rande
- 2019 – První poslední
- 2019 – Něco za něco
- 2019–2020 – The Future Will Be Better
- 2020 – ANNA Ja VÕTA / Give And Take
- 2020 – VAULT / Apocalypse and World Salvation
- 2020 – МЯСТО ДО ПРОЗОРЕЦА / Místo u okna
- 2021 – Sobota v nedeľu / Sobota v neděli
- 2010–2021... – Nedá se svítit
- 2021 – Šedá edice
- 2019–2021 – Herzlich Willkommen! / Vítejte!
- 2022 - Z nohy na nohu[37]
- 2022–2023 – CELEJ VON / Národní sbírka zlozvyků
- 2023–2025 – Radio GUGGACH

## Filmy
- 2008 – Paniččino všechno: Krátký dokumentární film Víta Klusáka a Kateřiny Šedé zachycující situaci po smrti autorčiny babičky, kdy se celá rodina snažila rozptýlit babiččina psa Ajdu, který začal tesknit. Rodina se snažila dodržovat babiččiny rituály včetně zapínání televize nebo třeba otevírání oken tak, aby pro pejska napodobila jeho obvyklý denní režim.

## Samostatné a skupinové výstavy
- 1998 – ŠUŘ, Městské divadlo v Brně
- 1999 – ŠUŘ, Galerie mladých, Brno
- 2002 – Ticho prosím, maluji !, Galerie u Prstenu, Praha
- 2003 – Dům umění, Brno
- 2003 – 281 m?, Galerie Václava Špály, Praha
- 2005 – Zvon 2005, Galerie hlavního města Prahy
- 2005 – Essl Award – moderní galerie AVU, Praha
- 2005 – Prague Biennale 2, Národní galerie, Praha
- 2005 – Diplomanti AVU, NG v Praze
- 2006 – Pozval jsem pár přátel, aby se podívali, Galerie Miroslav Kraljevic a galerie Nova, Záhřeb
- 2007 – Auditorium, Stage, Backstage – An Exposure In 32 Acts, Frankfurter Kunstverein, Frankfurt, Německo
- 2007 – As In Real Life, Gallery P 74, Ljubljana, Slovinsko
- 2007 – Každej pes, jiná ves, Moravská galerie v Brně, Pražákův palác, Brno
- 2007 – Každej pes, jiná ves, Documenta 12, Kassel
- 2008 – Furt dokola, Bienále, Berlín
- 2008 – Manifesta, Trentino
- 2013 – This is not a Czech Pavilion, This is not a Taiwan Pavilion, Benátské bienále, Benátky
- 2013 – At Sixes and Sevens, Galerie für Zeitgenössische Kunst Leipzig, Lipsko, Německo[38]
- 2015 – 2th Tbilissi Trienial
- 2015 – Kiev Biennale, Kiev
- 2015 – Echigo – Tsumari Art Triennale 2015

## Ocenění
- 2004 – Cena sdružení tranzit.cz
- 2005 – Essl Award
- 2005 – Cena Jindřicha Chalupeckého
- 2007 – IASPIS, International artist residency programm, Stockholm, Sweden
- 2008 – 2009 Berliner Künstlerprogramm, DAAD, Deutscher Akademischer Austauschdienst, Berlin, Germany
- 2009 – Contemporary Art Society Award, London, UK
- 2010 – Nejkrásnější české knihy 2010, Czech Republic
- 2010 – Alfried Krupp von Bohlen und Halbach Foundation, Germany
- 2011 – Fluxus Stipendium, Wiesbaden, Germany
- 2012 – Nejkrásnější české knihy roku 2011. Czech republic
- 2013 – MACRO - Museo d Arte Contemporanea Roma -Artist in residence, Italy
- 2015 – Nejkrásnější české knihy roku 2014, Czech republic
- 2017 – Magnesia Litera - Litera za publicistiku[39]
- 2017 – Architekt roku. Zdůvodnění předsedy poroty Josefa Pleskota: "To, co dělá Kateřina Šedá, to není architektura. Kateřina se zabývá vztahy mezi lidmi a to je to, z čeho architektura vyrůstá. Je to nesmírně důležitá činnost a architektky a architekti by ji měli znát."[40]

## Publikace
- HAVRÁNEK, Vít. Kateřina Šedá *1977. Brno: tranzit.cz, 2008. ISBN 9783905770957. S. 160.
- ŠEDÁ, Kateřina. Je to jedno. 1. vyd. Brno: Kateřina Šedá, 2005. ISBN 8023962906. S. 21.
- ŠEDÁ, Kateřina. Nic tam není. 1., brož. vyd. Brno: Kateřin Šedá, 2005. ISBN 8023977385. S. 54.
- ŠEDÁ, Kateřina. For Every Dog A Different Master, 1. vyd. Brno: Kateřina Šedá and Galerie im Taxispalais Innsbruck, Austria.2007
- ŠEDÁ, Kateřina. Over And Over / Furt dokola. 1. vyd., Brno: Kateřina Šedá and Berliner Künstlerprogramm/DAAD, JRP|Ringier, Zurich.2008
- ŠEDÁ, Kateřina, Je to jedno 2005–2007 (It Doesn’t Matter 2005–2007), 1. vyd. Brno : Kateřina Šedá and Franco Soffiantino Gallery, 2005
- ŠEDÁ, Kateřina, Der Geist von Uhyst/The Spirit of Uhyst, 1. vyd. Brno: Kateřina Šedá, Art Sheffield 2010, Museums Sheffield and Franco Soffiantino Gallery, 2009
- ŠEDÁ, Kateřina, Keres! (Project Mirror Hill), Tükörghegy. Családi azonosító verseny,1. vyd. Brno: Kateřina Šedá, Ludwig Múzeum and Franco Soffiantino Gallery.2011
- ŠEDÁ, Kateřina. Kalendář From Morning Till Night/ Od nevidím do nevidím 1. vyd. Brno:  Kateřina Šedá s laskavou podporou Tate Modern and Kunstmuseum Luzern, 2011
- ŠEDÁ, Kateřina. Bedřichovický diář 2012, 1. vyd. Brno: Kateřina Šedá s laskavou podporou Kunstmuseum Luzern, 2011
- ŠEDÁ, Kateřina. Od Z DO B/Z TO B, ed. Aleš Palán, 1. vyd. Brno: Kateřina Šedá s laskavou podporou Tate Modern and Kunstmuseum Luzern, 2011
- ŠEDÁ, Kateřina. Od B DO Z Konverzační příručka. Bedřichovicko-anglická/B TO Z. Conversation Guide. Bedřichovician-English,ed. Aleš Palán, 1. vyd. Brno: Kateřina Šedá s laskavou podporou Tate Modern, 2011
- ŠEDÁ, Kateřina. Líšeňský Profil/Líšeň Profile, 1. vyd. Brno: Kateřina Šedá, Contemporary Art Society, Sfumato Foundation, Museums Sheffield and Franco Soffiantino Gallery, 2011
- ŠEDÁ, Kateřina, PALÁN, Aleš. Jmenuješ se Josef Šedý, Aleš Palán,1. vyd. Brno: Kateřina Šedá, 2012
- ŠEDÁ, Kateřina. Bedřichovický diář 2014, 1. vyd. Brno: Kateřina Šedá a Moravská galerie v Brně, 2013
- ŠEDÁ, Kateřina, PALÁN, Aleš, FAULEROVÁ, Lucie, DRINKOVÁ, Kristína a kol. BRNOX / průvodce brněnským Bronxem, Brno: Kateřina Šedá – Tripitaka, z. s., 2016, 575 stran, ISBN 978-80-270-0967-1
- ŠEDÁ, Kateřina, povolání: ŠEDÁ, Ostrava: Galerie výtvarného umění v Ostravě - Kateřina Šedá, 2019, 736 stran, ISBN 978-80-87405-50-5